# U-240
Unterseeboot 240 foi um submarino alemão do Tipo VIIC, pertencente a Kriegsmarine que atuou durante a Segunda Guerra Mundial.

## Comandantes
| Comandante         | Data                                    |
| ------------------ | --------------------------------------- |
| Oblt. Günther Link | 3 de abril de 1943 - 17 de maio de 1944 |

## Subordinação
Durante o seu tempo de serviço, esteve subordinado às seguintes flotilhas:
| Período                                     | Flotilha                                  |
| ------------------------------------------- | ----------------------------------------- |
| 3 de abril de 1943 - 31 de janeiro de 1944  | 5. Unterseebootsflottille (treinamento)   |
| 1 de fevereiro de 1944 - 17 de maio de 1944 | 9. Unterseebootsflottille (serviço ativo) |